# 샤푸르 1세
샤푸르 1세 (Shāpūr I, ?~272, 재위 241~272)는 사산조 페르시아 제국의 샤한샤이다. 전왕 때부터 계속된 로마와의 전쟁에 공헌하여, 그 세력을 메소포타미아에서 구축하였다. 로마의 세력을 메소포타미아에서 몰아내고 그가 시리아에 침입함과 동시에 아르메니아를 정복, 로마 황제를 사로잡을 때의 장면이 나크시르스탐의 절벽에 조각되어 있다. 큰 도시를 건설하고 사로잡은 포로를 사역하여, 카른강을 막아서 유명한 농경용 수리 공사를 완성하였다. 사산 왕조의 뛰어난 왕이다.
260년 에데사 부근의 전투에서 로마의 황제 발레리아누스를 사로잡고 이 승리를 나크시 에 로스탐(이란 남부의 유적지)의 암벽에 조각하였다. 또 군데샤푸르의 대도시를 수사 부근에 건설하였다. 그는 한때 마니교를 비호하기도 했으나 뒤에는 조로아스터교를 신봉하였다.

## 같이 보기
- 아르다시르 1세
- 사산조 페르시아 제국

| 전임 아르다시르 1세 | 사산조 페르시아 제국의 왕 241년 - 272년 | 후임 바흐람 1세 |